# Marika Green
Marika Nicolette Green (Södermalm, Estocolmo, 21 de junio de 1943) es una actriz sueca con nacionalidad francesa, popular por su papel protagónico en la película de Robert Bresson Pickpocket (1959) y por su aparición en la película de Just Jaeckin Emmanuelle (1974).

## Carrera
Green nació en Södermalm, Estocolmo, hija de madre francesa y padre sueco. Su abuelo materno era el compositor y crítico musical francés Paul Le Flem. Se mudó a Francia en 1953. Allí interpretó el papel protagónico en la película Pickpocket de Robert Bresson con apenas 16 años.
Es la tía de Eva Green y la hermana mayor de Walter Green, esposo de Marlène Jobert. Green se casó con el cinematógrafo austriaco Christian Berger, colaborador regular del director Michael Haneke.

## Filmografía
- Pickpocket (1959) de Robert Bresson : Jeanne
- Le Récit de Rebecca (1964) de Paul Vecchiali
- Five Ashore in Singapore (1967) de Bernard Toublanc-Michel
- Le Golem (televisión - 1967) de Louis Pauwels y Jean Kerchbron
- Rider on the Rain (1969) de René Clément
- L'Affaire Crazy Capo (1973)
- Emmanuelle (1974) de Just Jaeckin : Bee
- Le Bal des voyous (1968) de  Jean-Claude Dague
- La Fille d'en face (1968) de Jean-Daniel Simon
- Until September (1984) de Richard Marquand
- Hanna en mer (1991) de Christian Berger